# باشگاه فوتبال کلاید
باشگاه فوتبال کلاید (انگلیسی: Clyde F.C.) یک باشگاه فوتبال نیمه حرفه‌ای اسکاتلند است که در لیگ دو اسکاتلند حضور دارد. این باشگاه که در منطقه رود کلاید گلاسکو ایجاد گردید، هم‌اکنون مسابقاتی را که میزبان است در ورزشگاه نیو داگلاس پارک برگزار می‌کند، در صورتیکه بین سالهای ۱۹۹۴ تا ۲۰۲۲ در ورزشگاه ورزشگاه برودوود میزبان مسابقات بود.
بزرگ‌ترین دستاورد این باشگاه قهرمانی در جام حذفی فوتبال اسکاتلند در سالهای ۱۹۳۹، ۱۹۵۵ و ۱۹۵۸ بود؛ آنها سه مرتبه دیگر هم به فینال مسابقات رسیده بودند. این باشگاه از سال ۱۹۷۵ در سطح بالای فوتبال اسکاتلند حضور نداشته است.